# Jeu de Bagatelle
Pour les articles homonymes, voir Bagatelle.

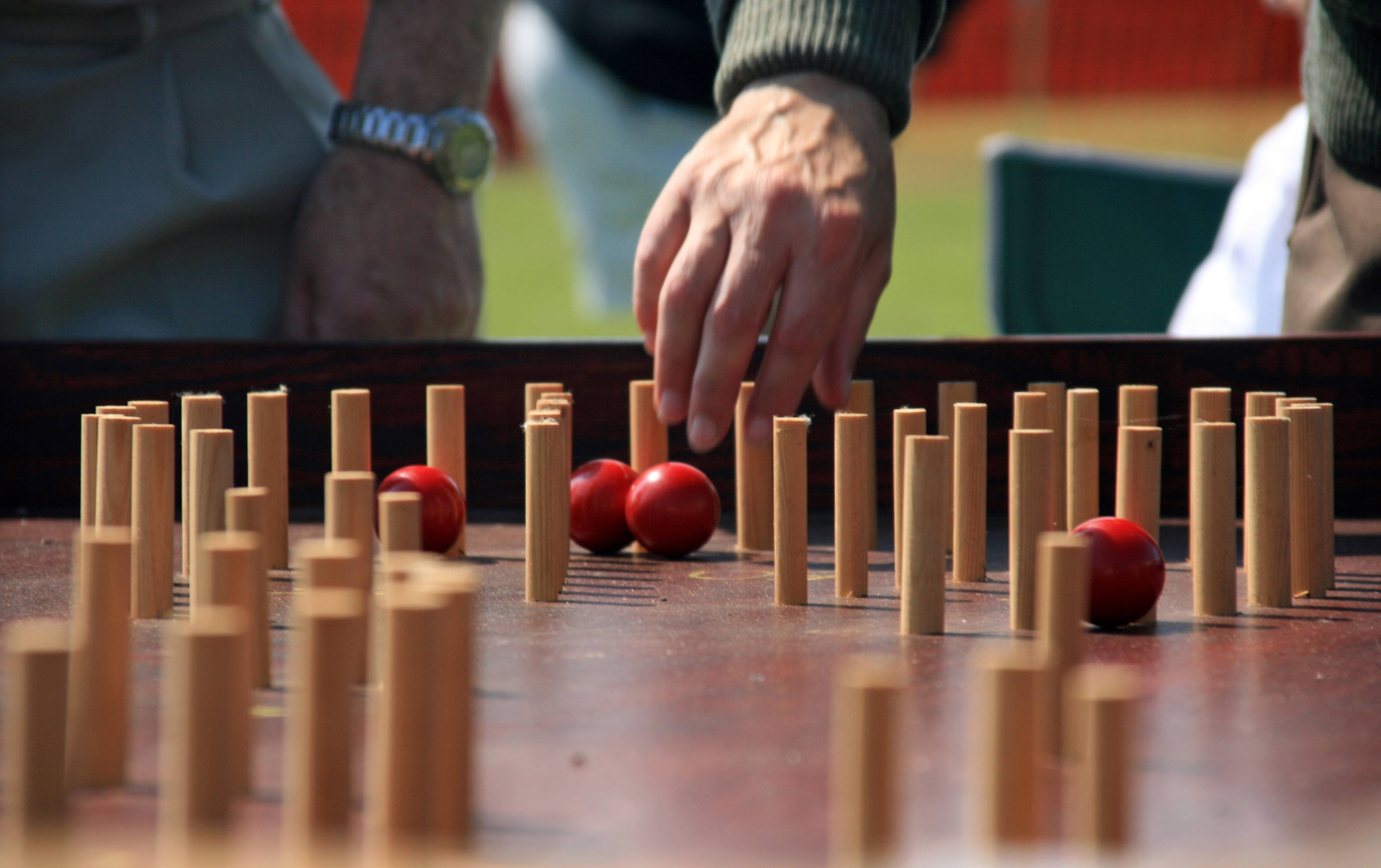
Une partie de Bagatelle en cours.

Le jeu de Bagatelle est un jeu de table d'intérieur dérivé du billard.
Il est composé d'une table dont le plateau est légèrement incliné et sur lequel se présentent des trous indiquant des scores. Des quilles sont positionnées sur le plateau.
Le jeu se joue avec des billes qui doivent descendre celui-ci.
Le jeu de Bagatelle tient son nom du château de Bagatelle où il fut présenté au roi Louis XVI par le comte d'Artois. Bagatelle vient de l'italien bagattella, signifiant « un peu », « une chose décorative ».
Une variante du jeu de Bagatelle utilise des épingles métalliques fixes qui aurait finalement mené au développement du pachinko et du flipper.

## Règles
Le but du jeu de Bagatelle est de faire descendre un certain nombre de billes (fixées à neuf au XIXe siècle) du haut du plateau vers le bas afin de les faire entrer dans les trous du plateau de la table inclinée.
Chaque joueur libère une à une ses billes et compte ses points en fonction des trous atteints.
Des obstacles, matérialisés par des quilles en bois modifient la direction des billes pendant la descente.
Le vainqueur est le joueur comptabilisant le plus de points.
Des pénalités sont encourues si les quilles sont renversées.

## Histoire
Les jeux de table utilisant des quilles et des boules sont des évolutions des jeux en plein air comme le billard au sol, le croquet et le bowling afin de permettre le jeu en intérieur pendant les intempéries.
Ils sont attribués dès le XVe siècle, bien que l'idée apparue au XIXe siècle que le jeu de Bagatelle serait dérivé de la Shuffleboard anglaise décrite en 1674 dans l'ouvrage Compleat Gamester de Charles Cotton a depuis été ignorée.
Le jeu de Bagatelle serait un dérivé du jeu trou madame, jeu médiéval, composé de roues ou billes qu’il fallait faire rouler et entrer dans des ouvertures en forme d’arcades situées en bout de plateau.

### France

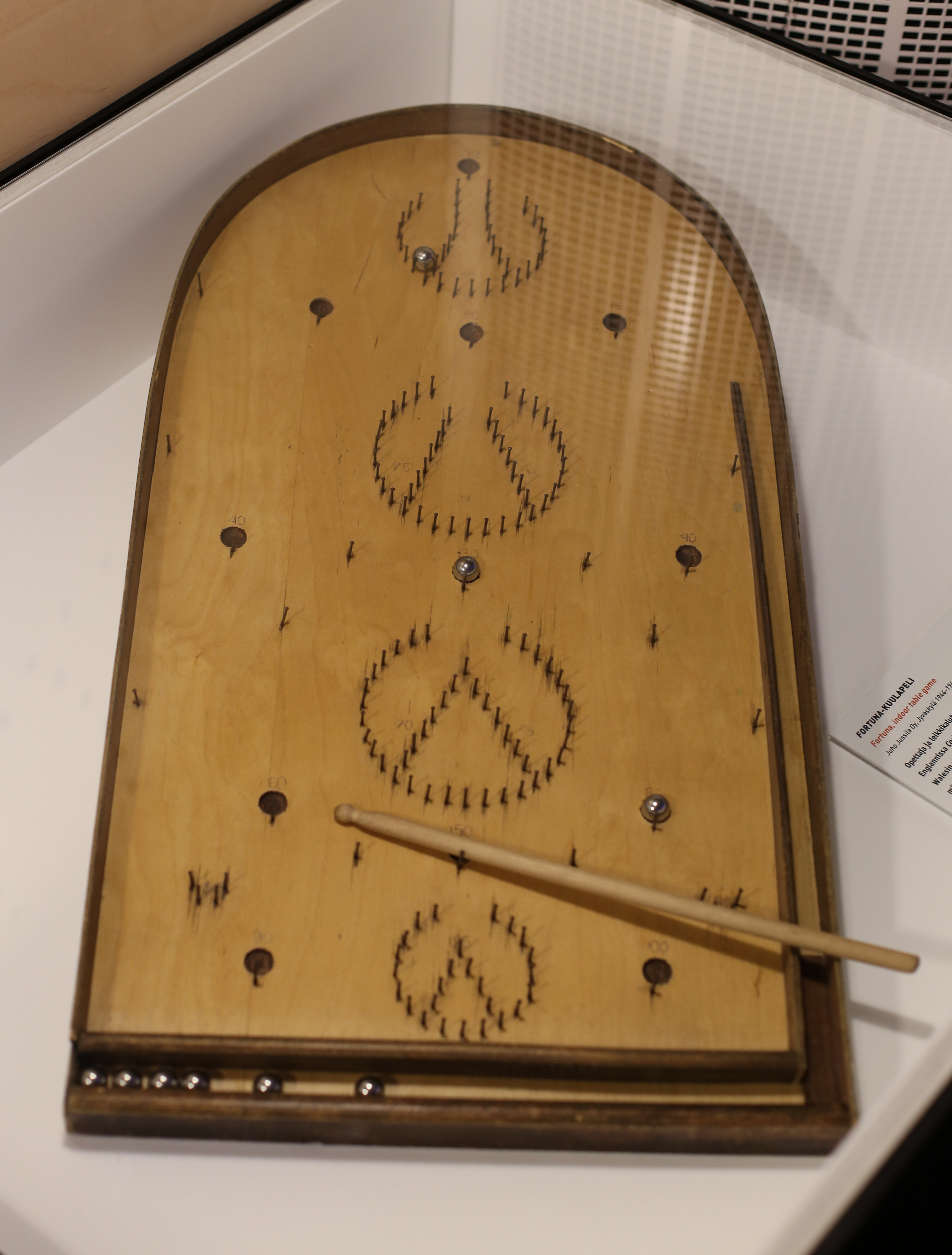
Jeu de chance inspiré du jeu de Bagatelle.

En France, pendant le règne de Louis XIV (1643–1715), les tables de billard sont rétrécies, avec des épingles en bois ou des quilles à une extrémité de la table, les joueurs tirent des boules avec un bâton ou une queue de l'autre bout, dans un jeu inspiré autant par le bowling que le billard. Les quilles prenant trop de temps pour à être relevées à chaque tour après avoir été renversées, elles sont finalement fixées à la table, et les trous sur le plateau de la table deviennent les cibles.
En 1777, une fête est organisée en l'honneur de Louis XVI et de la reine au château de Bagatelle, par le frère du roi, le comte d'Artois.
Le point culminant de la fête était un nouveau jeu de table composé d'une table mince et des bâtons de queue permettant aux joueurs de tirer des boules d'ivoire sur un plateau de jeu incliné. Le jeu est baptisé  bagatelle  par le comte en référence au château et à  Bagatelle  de l'italien  bagattella , signifie 'un peu', 'une chose décorative'.

### Grande-Bretagne et États-Unis d'Amérique
Le nom Bagatelle est utilisé la première fois pour décrire ce jeu en 1819.
Ses dimensions sont standardisées à 7 pieds sur 21 pouces.

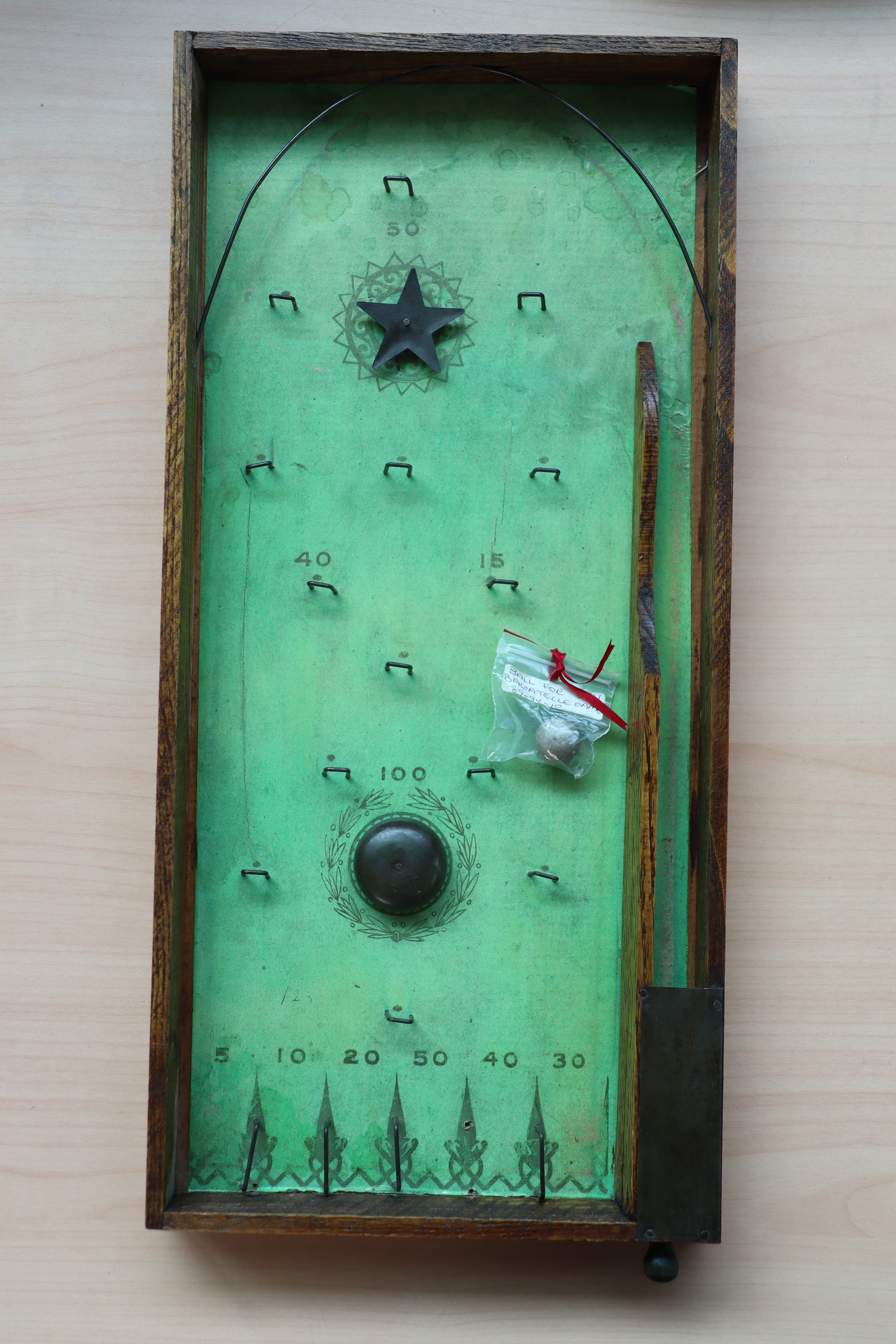
Jeu de Bagatelle américain édité par Milton Bradley Company dès 1910 (Collection Fonds Patrimonial du Jeu de Société)

Des soldats français, alors en Amérique pour combattre les Anglais lors de la Guerre d'indépendance des États-Unis, auraient apporté leur jeu de Bagatelle avec eux. Le jeu de Bagatelle se propage alors et devient si populaire en Amérique qu'en 1863, une caricature montre le président américain Abraham Lincoln en train de jouer à une version miniature du jeu de Bagatelle contre le candidat à la présidence George B. McClellan.